# Pór
Pór (również Pur lub Por) – rzeka w południowo-wschodniej Polsce.

## Hydrologia
Źródła we wsi Batorz na wysokości 235 m n.p.m., ujście do rzeki Wieprz (zbiornik Nielisz) we wsi Kulików, poziom dna zbiornika 193,4 m n.p.m. Małe wahania poziomu wód (rzeka typowo nizinna), średnioroczny przepływ przy ujściu 3,26 m³/s (lata 1966-70).  
Główne dopływy: Gorajec (lewy), Wierzbówka (prawy). W dolnym biegu płynie na obszarze Padołu Zamojskiego.

## Szlak
Ważniejsze miejscowości nad Porem: Batorz (Ordynacki), Wólka Batorska, Ponikwy, Wólka Ponikiewska, Biskupie, Tarnawa Duża i Mała, Turobin, Radecznica, Sąsiadka, Sułów, Nawóz, Kulików.